# Diócesis de Campeche
La diócesis de Campeche (en latín: Dioecesis Campecorensis) es una circunscripción eclesiástica de la Iglesia católica en México. Se trata de una diócesis latina, sufragánea de la arquidiócesis de Yucatán. Desde el 26 de febrero de 2025 se encuentra en Sede Vacante.

## Territorio y organización
La diócesis tiene 57 924 km² y extiende su jurisdicción sobre los fieles católicos de rito latino residentes en el estado de Campeche. Es parte de la región pastoral del Sureste. Está limitada al norte por la arquidiócesis de Yucatán; al sur por la diócesis de Tabasco; al este por la diócesis de Cancún-Chetumal, y por la República de Guatemala; y al oeste por el golfo de México.
La sede de la diócesis se encuentra en la ciudad de San Francisco de Campeche (o Campeche), en donde se halla la Catedral de la Purísima Concepción.
En 2021 en la diócesis existían 64 parroquias agrupadas en 7 decanatos: San Francisco, San Román, Carmen (Sede del Santuario de Nuestra Señora del Carmen), Maya-Norte, Champotón, Escárcega y Candelaria.
La diócesis de Campeche se compone administrativamente en una curia diocesana presidida por el obispo, un vicario general, un vicario judicial, un vicario de religiosos, un vocero, un secretario canciller y el encargado de la economía. Otros organismo que forman parte de la diócesis son el tribunal eclesiástico, el colegio de consultores y un consejo presbiteral.

## Historia
La diócesis fue erigida el 24 de marzo de 1895 por el papa León XIII con la bula Praedecessorum Nostrorum, obteniendo el territorio en gran parte de la diócesis de Yucatán (hoy arquidiócesis), y en una porción menor de la diócesis de Tabasco. Su primer obispo fue Francisco Plancarte y Navarrete, quien tomó posesión del alto cargo en el año de 1896. Desde entonces trece obispos más lo han sucedido en la cátedra.
Originalmente sufragánea de la arquidiócesis de Antequera, el 11 de noviembre de 1906 pasó a formar parte de la provincia eclesiástica de la arquidiócesis de Yucatán.
El 23 de mayo de 1970 cedió una porción de territorio para la erección de la prelatura territorial de Chetumal (hoy diócesis de Cancún-Chetumal) mediante la bula Qui ad Beati Pauli del papa Pablo VI.

## Estadísticas
Según el Anuario Pontificio 2022 la diócesis tenía a fines de 2021 un total de 742 000 fieles bautizados.
| Año                                                                             | Población            | Población | Población      | Sacerdotes | Sacerdotes    | Sacerdotes    | Bautizados por sacerdote | Diáconos permanentes | Religiosos | Religiosos | Parroquias |
| Año                                                                             | Bautizados católicos | Total     | % de católicos | Total      | Clero secular | Clero regular | Bautizados por sacerdote | Diáconos permanentes | Varones    | Mujeres    | Parroquias |
| ------------------------------------------------------------------------------- | -------------------- | --------- | -------------- | ---------- | ------------- | ------------- | ------------------------ | -------------------- | ---------- | ---------- | ---------- |
| 1950                                                                            | 109 000              | 110 000   | 99.1           | 19         | 16            | 3             | 5736                     |                      |            | 30         | 20         |
| 1959                                                                            | 137 000              | 140 000   | 97.9           | 36         | 31            | 5             | 3805                     |                      | 5          | 37         | 23         |
| 1966                                                                            | ?                    | 220 000   | ?              | 35         | 30            | 5             | ?                        |                      | 12         | 50         | 25         |
| 1970                                                                            | 250 000              | 300 000   | 83.3           | 36         | 27            | 9             | 6944                     |                      | 18         | 46         | 28         |
| 1976                                                                            | 300 000              | 315 000   | 95.2           | 34         | 27            | 7             | 8823                     |                      | 22         | 44         | 25         |
| 1980                                                                            | 359 000              | 380 000   | 94.5           | 34         | 24            | 10            | 10 558                   |                      | 26         | 44         | 26         |
| 1990                                                                            | 449 500              | 528 824   | 85.0           | 48         | 35            | 13            | 9364                     | 1                    | 26         | 122        | 29         |
| 1999                                                                            | 533 409              | 707 267   | 75.4           | 67         | 53            | 14            | 7961                     | 1                    | 25         | 114        | 33         |
| 2000                                                                            | 545 247              | 713 390   | 76.4           | 51         | 38            | 13            | 10 691                   | 1                    | 33         | 139        | 34         |
| 2001                                                                            | 531 992              | 695 415   | 76.5           | 51         | 40            | 11            | 10 431                   | 1                    | 31         | 129        | 35         |
| 2002                                                                            | 592 908              | 723 059   | 82.0           | 56         | 44            | 12            | 10 587                   | 1                    | 30         | 135        | 35         |
| 2003                                                                            | 595 969              | 727 072   | 82.0           | 59         | 48            | 11            | 10 101                   |                      | 61         | 162        | 35         |
| 2004                                                                            | 600 062              | 750 078   | 80.0           | 61         | 52            | 9             | 9837                     |                      | 44         | 166        | 35         |
| 2006                                                                            | 608 000              | 760 000   | 80.0           | 59         | 50            | 9             | 10 305                   |                      | 31         | 150        | 35         |
| 2013                                                                            | 652 000              | 809 000   | 80.6           | 133        | 117           | 16            | 4902                     | 7                    | 48         | 161        | 60         |
| 2016                                                                            | 657 952              | 822 441   | 80.0           | 116        | 92            | 24            | 5672                     | 6                    | 45         | 120        | 63         |
| 2019                                                                            | 677 180              | 846 480   | 80.0           | 136        | 120           | 16            | 4979                     | 10                   | 48         | 151        | 62         |
| 2021                                                                            | 742 000              | 928 363   | 79.9           | 143        | 126           | 17            | 5188                     | 13                   | 57         | 150        | 64         |
| Fuente: Catholic-Hierarchy, que a su vez toma los datos del Anuario Pontificio. |                      |           |                |            |               |               |                          |                      |            |            |            |

El promedio de ordenaciones sacerdotales al año es de 2 sacerdotes. La diócesis efectúa un promedio de 9786 bautizos y celebra un promedio de 1502 matrimonios por año. Existe un seminario diocesano con más de 40 seminaristas.

## Episcopologio
- Francisco Plancarte y Navarrete † (17 de septiembre de 1895-28 de noviembre de 1898 nombrado obispo de Cuernavaca)
- Rómulo Betancourt y Torres † (31 de agosto de 1900-21 de octubre de 1901 falleció)
  - Sede vacante (1901-1904)
- Francisco de Paula Mendoza y Herrera † (11 de diciembre de 1904-7 de agosto de 1909 nombrado arzobispo de Durango)
- Jaime de Anesagasti y Llamas † (12 de noviembre de 1909-3 de octubre de 1910 falleció)
- Vicente Castellanos y Núñez † (7 de febrero de 1912-26 de agosto de 1921 nombrado obispo de Tulancingo)
- Francisco María González y Arias † (21 de abril de 1922-30 de enero de 1931 nombrado obispo de Cuernavaca)
- Luís Guízar y Barragán † (27 de noviembre de 1931-9 de octubre de 1938 nombrado obispo coadjutor de Saltillo[nota 1])
- Alberto Mendoza y Bedolla † (15 de julio de 1939-28 de febrero de 1967 falleció)
- José de Jesús García Ayala † (27 de abril de 1967-9 de febrero de 1982 renunció)
- Héctor González Martínez (9 de febrero de 1982-4 de febrero de 1988 nombrado arzobispo coadjutor de Antequera)
- Carlos Suárez Cázares (1 de junio de 1988-18 de agosto de 1994 nombrado obispo de Zamora)
- José Luis Amezcua Melgoza (9 de mayo de 1995-9 de junio de 2005 nombrado obispo de Colima)
- Ramón Castro Castro (8 de abril de 2006-15 de mayo de 2013 nombrado obispo de Cuernavaca)
- José Francisco González González, (13 de diciembre de 2013-26 de febrero de 2025, nombrado III Arzobispo de Tuxtla Gutiérrez, Chiapas)[5]